# N546 (België)
De N546 is een gewestweg in België tussen Frameries (N545) en Givry (N40). De weg heeft een lengte van ongeveer 13 kilometer.
Vrijwel de gehele weg bestaat uit twee rijstroken voor beide rijrichtingen samen.

## Plaatsen langs N546
- Frameries
- Givry